# Засєєв Олександр Захарович
Засєєв Олександр Захарович — радянський, український кінооператор. Член Національної спілки кінематографістів України.
Народився 1 травня 1939 р. в с. Засетикау (Північна Осетія, РРФСР) в родині селянина. Працював кіномеханіком, фотографом та асистентом оператора Небітдагської студії телебачення. 
З 1967 р. — оператор студії «Київнаукфільм».

## Фільмографія
Зняв стрічки:
- «Досвід роботи рільницької ланки» (1969. Бронзова медаль ВДНГ, 1970),
- «Швидше, швидше, швидше» (1972. Срібна медаль IV Всесоюзного кінофестивалю спортивних фільмів, Одеса, 1972. Приз, медаль і Диплом Міжнародного кінофестивалю спортивних фільмів, Кортіна д'Ампеццо, 1973),
- «Чоловіки та жінки» (1973. Гран-прі Президента республіки V Міжнародного кінофестивалю спортивних фільмів, Реймс, Франція, 1974, Кубок Асоціації туризму та Гран-прі Міжнародного кінофестивалю, Кортіна д'Ампеццо, 1974),
- «У рибоводів Донбасу» (1974),
- «Два дні Миколи Авілова» (1974)[1],
- «Контроль і налагодження кінотехнічного обладнання»,
- «Успіх справи вирішують кадри»,
- «Технічне обслуговування машин» (1977),
- «Кодекс здоров'я» (1980),
- стрічки «На уклін до Коша. Фільм 53», «Біда і слава України. Фільм 57» в документальному циклі «Невідома Україна. Нариси нашої історії» (1993),
- «Зліт і посадка літака» (1997),
- «Хороспів українців» (2001, у співавт. з А. Солопаєм)[2],
- стрічка про О. Богомазова «Знак Божої іскри» (2001, реж. І. Недужко)[3] та ін.